# Francisco Javier Sánchez González
Francisco Javier Sánchez González (Città del Messico, 30 gennaio 1973) è un ex calciatore messicano, di ruolo difensore.

## Carriera

### Club
Ha trascorso l'intera carriera nel campionato messicano.

### Nazionale
Ha vinto la CONCACAF Gold Cup 1996 con la nazionale messicana.
Nello stesso anno, ha disputato un incontro del torneo di calcio maschile alle Olimpiadi di Atlanta con la nazionale olimpica.